# Rançonnières
Rançonnières település Franciaországban, Haute-Marne megyében. Lakosainak száma 124 fő (2022. január 1.). Rançonnières Andilly-en-Bassigny, Avrecourt, Celles-en-Bassigny, Lavernoy, Saulxures és Vicq községekkel határos.

## Népesség
A település népessége az elmúlt években az alábbi módon változott:
| Lakosok száma | 191  | 144  | 130  | 113  | 112  | 111  | 106  | 115  | 120  | 124  |
|               | 1968 | 1982 | 1990 | 2006 | 2013 | 2015 | 2017 | 2019 | 2020 | 2022 |